# Sanna av Skarði
Sanna av Skarði (Tórshavn, 19 aprile 1876 – Tórshavn, 12 febbraio 1978), nata come Súsanna Kathrina Jacobsen, è stata un'educatrice ed insegnante faroese.

## Biografia

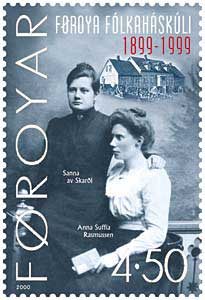
Sanna av Skarði (a sinistra) rappresentata con Anna Suffía Rasmussen su un francobollo faroese

Sanna av Skarði, figlia di Jacob Jacobsen e Elsebeth Djonesen, nacque a Tórshavn nel 1876. Nel 1901 sposò Símun av Skarði, il quale due anni prima aveva fondato a Klaksvík la Føroya Fólkaháskúli insieme alla sorella Anna Suffía Rasmussen e al cognato Rasmus Rasmussen. Insieme al marito fece parte del corpo docenti della scuola. Nel 1908, dopo sette anni di matrimonio, Sanna e Símun ebbero un figlio, il futuro giornalista Sigrið av Skarði Joensen, seguito tre anni dopo dal futuro linguista Jóhannes av Skarði. Morì a Tórshavn nel 1978 alla veneranda età di 101 anni.
Nel 2000 fu rappresentata su un francobollo faroese insieme a sua cognata Anna Suffía Rasmussen. Escludendo l'autoritratto di Ruth Smith, questo è l'unico francobollo faroese rappresentante donne locali che hanno raggiunto la notorietà.